# Westminster (Luizjana)
Westminster – jednostka osadnicza w Stanach Zjednoczonych, w stanie Luizjana, w parafii East Baton Rouge.